# Nymphalis orichalcea
Nymphalis orichalcea är en fjärilsart som beskrevs av Bois-reymond 1931. Nymphalis orichalcea ingår i släktet Nymphalis och familjen praktfjärilar. Inga underarter finns listade i Catalogue of Life.